# Кунцевич Євген Євгенович
Євген Кунцевич (біл. Яўген Кунцэвіч, нар. 16 серпня 1988, Вітебськ) — білоруський футболіст, захисник клубу «Граніт» (Мікашевичі).
Виступав, зокрема, за клуби «Білшина» та БАТЕ, а також молодіжну збірну Білорусі.
Чемпіон Білорусі.

## Клубна кар'єра
У дорослому футболі дебютував 2009 року виступами за команду клубу «Білшина», в якій провів два сезони, взявши участь у 39 матчах чемпіонату. 
Своєю грою за цю команду привернув увагу представників тренерського штабу клубу БАТЕ, до складу якого приєднався 2011 року. Відіграв за команду з Борисова наступні два сезони своєї ігрової кар'єри.
Згодом у 2013 році грав на правах оренди у складі команд клубів «Білшина» та «Граніт» (Мікашевичі).
До складу клубу «Граніт» (Мікашевичі) приєднався 2014 року. Відтоді встиг відіграти за команду з Мікашевичів 29 матчів в національному чемпіонаті.

## Виступи за збірну
У 2011 році залучався до складу молодіжної збірної Білорусі. На молодіжному рівні зіграв в одному офіційному матчі.

## Титули і досягнення
- Чемпіон Білорусі (2):

БАТЕ: 2011, 2012
- Володар Суперкубка Білорусі (1):

БАТЕ: 2011